# Cephalocarpus dracaenula
Cephalocarpus dracaenula är en halvgräsart som beskrevs av Christian Gottfried Daniel Nees von Esenbeck. Cephalocarpus dracaenula ingår i släktet Cephalocarpus och familjen halvgräs. Inga underarter finns listade i Catalogue of Life.